# 崔承喜
崔承喜（1911年11月24日—1969年8月8日），日治至獨立後朝鲜舞蹈家、舞蹈教育家。她是开拓朝鲜现代舞蹈的先驱。生于京城（今首尔）。

## 生平

### 复兴朝鲜舞蹈
崔承喜于1911年11月24日出生于朝鲜半岛南部汉城的一个末落士族家庭。父亲的家业原属两班阶层，但随着日本的侵略，原有土地遭日本吞并，从而没落为平民阶层。父亲乃当私塾先生为生。崔承喜的哥哥是“卡普”（1920年代在朝鲜半岛产生的无产阶级同盟文学组织的简称）作家。1926年，年满14周岁的崔承喜刚以优秀成绩毕业于京城（今首尔）淑明高等女子学校，便被日本现代舞蹈专家石井漠选中，带到日本学习并研究现代舞、芭蕾舞以及其他各类舞蹈。

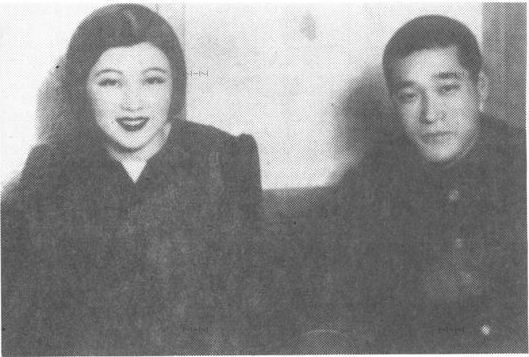
1936年夏季奥林匹克运动会之後的孫基禎（右）和崔承喜

20世纪初，自从朝鲜半岛出现西欧式舞台“圆觉社”之后，传统舞蹈便逐渐开始舞台化。然而在很长时间内，尚未摆脱歌舞一体的形式，完全独立的舞蹈艺术一直未诞生。1929年崔承喜回到朝鲜后，在汉城积善洞开办了舞蹈研究所，并立志复兴朝鲜民族舞蹈。在3年多的时间内，崔承喜收集并研究了朝鲜各地存留的古代舞蹈素材，最终认识到“在高句丽时代，朝鲜的舞蹈曾经特别隆盛过。到了李朝时代，情形就有了变化，诗和其他文艺作品占据了重要的地位，歌舞却没有受到足够的重视。……可以说自从李朝以后，朝鲜的舞蹈艺术一直是被忽视的，一直没有出现过真正的舞蹈艺术家，有的只是供给统治阶级享乐的舞蹈。”
此后，崔承喜开始了自己的舞蹈创作及表演。1930年2月1日至2日，崔承喜在京城公会堂举办了归国后的首次演出，演出的舞蹈既有在朝鲜传统舞蹈基础上创作的“剑舞”、“僧舞”、“灵山舞”、“丰收歌”等作品，也有“印度人的悲哀”、“失去祖国的人们”、“向着太阳”、“苦难的路程”、“劳动者的行进”、“迎着希望”、“两个世界”等反映世界弱小民族的悲哀以及朝鲜民众反日精神的舞蹈。当时，朝鲜的进步出版物纷纷赞誉崔承喜此次演出，称“从她的艺术中看出了朝鲜民族不朽的灵魂、不朽的精神。”在创作中，崔承喜主张“以朝鲜民族形式的舞蹈为中心，再加以其他民族舞蹈进行创造……使古老的形式赋有现代的生命。”

### 世界巡演
20世纪初，以舞蹈表述自我思想的风气在世界舞蹈界兴起。这不仅仅是对古典芭蕾程式化的否定，而且充满了具有生命力及现代感知的舞蹈精神。1933年9月20日，崔承喜从朝鲜回到日本，在东京举办了首次表演会，轰动日本艺术界。1934年5月21日，东京《国民新闻》评议称，崔承喜的舞蹈“在有天赋的身体和较深的近代舞蹈训练基础上，使朝鲜舞蹈回生了。这一切，只有像她这样卓越的艺术家，才能做到。”

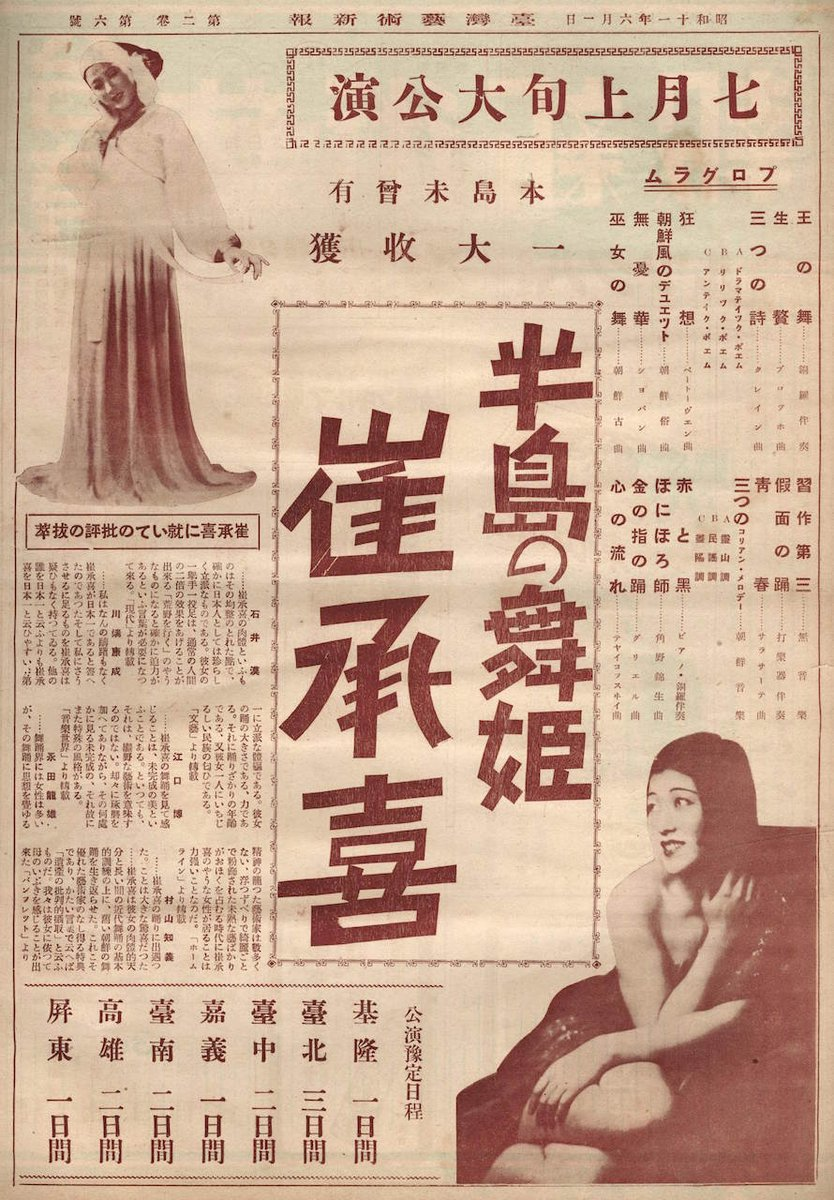
1936年台灣公演於《台灣藝術新報》上的廣告。

1930年，石井漠、高田世子率团来台湾演出，1936年崔承喜也在台北大世界剧院演出，後來又到台中戲院公演，散場後接受張深切的專訪，共同表達了殖民地人民的悲哀。这些前卫的舞蹈家对台湾的现代舞的开创具有很强的刺激作用。台湾的舞蹈前辈如林明德、蔡瑞月、李彩娥等人，都曾赴日本学习舞蹈，师承崔承喜。台湾首位舞蹈家林明德便是看了崔承喜的演出後，于1936年赴日本学习舞蹈。
1937年，在表演艺术经理所罗门·胡鲁克的主持下，崔承喜开始在欧美各国巡回演出，演出一直进行到1939年。正如20世纪初苏联佳吉列夫舞蹈团赴欧洲、美洲、亚洲各国旅行演出季活动中，芭蕾舞演员安娜·巴甫洛娃的表演使日衰的芭蕾获得复兴一样，1930年代中期崔承喜赴欧洲、美洲、亚洲各国的演出也起到了复兴东方舞蹈的作用。崔承喜先后在美国、阿根廷、法国、德国、丹麦、瑞典、土耳其等15个国家的首都及大城市巡回演出，在3年多时间内，她举行了数百场次的表演。崔承喜成了世界知名的舞蹈家。
1940年4月1日的美国《洛杉矶时报》载，“崔承喜是继乌戴·萨卡、梅兰芳后，从东洋来的舞蹈家中最成熟的名人之一。”1940年4月8日《旧金山新闻》称，“绝妙的艺术和绝妙的艺术家融合在一起的崔承喜，是以她的技艺征服了观众，她的善于变化的既优美又精练的节目，不但使东洋人，而且使西洋人都情不自禁地受到了感染。”1940年11月6日《墨西哥宇宙报》载，“凡是她的舞蹈都在暗示着某种心理状态，而且将精神价值和独特的动感和技巧紧密结合起来。确切地说，她是一位卓越的舞蹈家。”1940年6月25日的阿根廷《布宜诺斯艾利斯Grafico》称，“毫无疑义，她是一位完美无缺的艺术家，她是既敏捷又和谐、具有雕塑性的艺术家，也是一位熟练掌握如何表现舞蹈的精神本质以及心理的女演员。”
在世界各地巡演期间，崔承喜边演出边学习各国舞蹈。同时，她还结识了德国现代舞专家玛丽・魏格曼，从她那里学习了现代舞的基本技巧，并传播到东方各国，为东方各民族舞蹈艺术的发展奠定了基础。
1939年，在比利时布鲁塞尔举办的第二届国际舞蹈比赛中，崔承喜和世界知名舞蹈家、舞蹈评论家谢尔玖·里法尔、安东·道林、阿诺尔得·哈斯克尔等均被聘为舞蹈审查委员。
日本媒体称，“世界舞后崔承喜不仅是人民群众普遍知道她的价值，而且她是在国际舞蹈界也具有相当声望和地位的人物，从她以往所有的表演中就能博得万众的赞扬，这更证实了她非常辉煌的成就。”

### 中国古典舞蹈
中国古典舞蹈在唐代达到鼎盛，此后逐渐衰弱，并融入了戏曲之中，独立的舞蹈艺术则一直未能振兴。20世纪初，吴晓邦三次赴日本学习现代舞，回到中国创建了他的中国新舞蹈体系。最早对中国古典舞蹈感兴趣的有两位外国人：阿甫夏洛穆夫（1894年－1965年）、崔承喜。前者在1940年代和京剧（当时称“平剧”）演员合作，作了戏曲式舞剧《古刹惊梦》、歌舞剧《孟姜女》，以及若干京剧风格的舞蹈。阿甫夏洛穆夫演出的《古刹惊梦》吸收了很多戏曲舞蹈，其中有“千手观音显灵舞”、“长袖舞”、“玉盘舞”等等，还采用了传统戏曲的武打，梅兰芳当时曾亲临排练场进行指导。
1939年底，崔承喜回到汉城时，日本人禁止她演出民族舞蹈、穿朝鲜的民族服装。因此，崔承喜于1940年来到中国北平，据说是去学习中国舞蹈。1940年代至1950年代，崔承喜在中国进行了许多舞蹈实践。她先后在中国开办“东方舞蹈研究所”（1944年）、“崔承喜舞蹈研究班”（1951年），一方面研究并整理中国戏曲舞蹈，另一方面培养了一批中国舞蹈专业人才。她创作中国题材的舞蹈，还考察了石窟等中国传统艺术。从1942年末到1952年止，崔承喜先后在中国北平（1949年改称北京）、上海、天津、沈阳、哈尔滨等城市演出。其间，崔承喜以中国古典舞蹈为基础创作了“霸王别姬”、“明妃曲”、“吉祥天女”、“汉宫秋月”、“杨贵妃艳舞之图”、“紫禁城的玉佛”等舞蹈作品，并在1942年初在日本东京帝国剧场进行了24天的公演。
1945年3月31日，梅兰芳和崔承喜在上海华懋饭店（今和平饭店）进行了一次有关舞蹈艺术的谈话。崔承喜称，“我以为中国古典剧中有许多非常丰富优美的舞蹈素材。如果以此作基础创造出新的中国舞蹈艺术，一定比西洋舞蹈艺术更好。”梅兰芳称，“崔女士的艺术也是可传诸后世的东方古典艺术。崔女士为了东方舞蹈艺术之复兴，将中、日、朝等亚洲之传统作成新的创造实在使我欣佩。”梅兰芳还希望崔承喜创作出东方芭蕾舞剧。崔承喜说，“这次在北平开设了一个舞蹈研究所，以我的舞蹈基础、方法和经验教给中国子弟，更想建设新中国之舞蹈。”
1950年朝鲜战争爆发。1951年，崔承喜再度来到中国。1951年3月17日起，在中央戏剧学院分别开办了崔承喜的“崔承喜舞蹈研究班” 、吴晓邦的“舞蹈运动干部训练班”，它们“对今后中国舞蹈领域的重振起了决定性的作用”。崔承喜任“崔承喜舞蹈研究班” 班主任。中央戏剧学院院长欧阳予倩曾说，“研究班的成立是新中国新舞蹈运动史中的一件大事。”“崔承喜舞蹈研究班” 培养出了蒋祖慧、章民新、崔美善、舒巧、李正一、王佩权、高金榮等学生，日后这批人才成了中国舞蹈界的知名人士。
1951年2月18日，《人民日报》发表了崔承喜的《中国舞蹈艺术的将来》一文。同时，她还以“舞蹈创作诸问题”为题，为中国的艺术家们进行讲座。欧阳予倩说，“崔承喜先生将以她丰富的经验以她不断的研究、创作和表演的实践帮助中国舞蹈艺术提高一步。”1952年，崔承喜离开中国，回到朝鲜民主主义人民共和国。

### 回到朝鲜

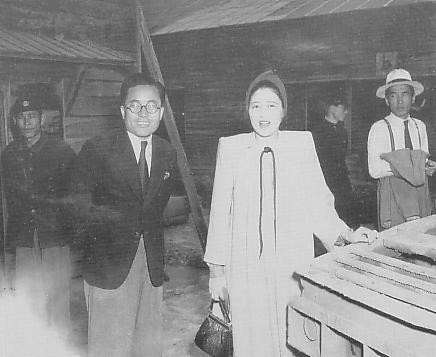
1946年6月5日，崔承喜从中国北平回朝鲜

第二次世界大战结束后，1946年春，崔承喜和许多朝鲜人一同回到了美国军队占领下的汉城。她随即申请赴北朝鲜，以和在平壤工作的丈夫团聚。但是美国人拒绝批准。崔承喜乃逃离汉城，化装成农妇，和她的学生金白峰一道乘坐一条渔船穿过黄海，来到北朝鲜。
崔承喜到达平壤后，随即在报纸上发表了一份声明，称她要献出所有的力量与才能，致力于民主朝鲜的建设。在来到北朝鲜之后崔承喜举行的第一场演出中，崔承喜等舞蹈家演出了12个舞蹈节目，其中包括一个佛教舞蹈节目，一个中国舞蹈节目，十个朝鲜民族舞蹈节目（包括《在牢里的春香》、《戴草帽新郎》等等）。1946年9月26日，崔承喜在平壤大同江畔创建了“国立崔承喜舞蹈研究所”，培养朝鲜第一代舞蹈家。该研究所于1952年成为“崔承喜舞蹈学校”，1953年12月与同年创建的“同立艺术剧场”附属艺术学校合并为“平壤综合艺术学校”，1956年更名为“国立舞蹈学校”，1962年以创作并演出舞剧《红旗》之机，升格为“平壤艺术大学”，1971年同“平壤音乐大学”合并为“平壤音乐舞蹈大学”。1950年朝鲜战争爆发。1951年，崔承喜再度赴中国。
1952年，崔承喜从中国回到朝鲜民主主义人民共和国。1966年，崔承喜最后一个舞蹈作品《Tale of adiving woman》公演之后，她便从公众的视野中永远消失。崔承喜于1967年被当作“资产阶级修正主义分子”肃清。同年起，丈夫安漠、女儿安圣姫下落不明。2003年2月9日，朝鲜民主主义人民共和国官方公布了崔承喜于1969年逝世，遗体葬于爱国烈士陵，墓碑刻有“舞蹈家同盟中央委員会委員長、人民演员”，从而正式恢复了其“人民演员”的名誉。但崔承喜被整肃的理由和死因没被正式发表。
金日成在1994年出版的回忆录《与世纪同行》第五集，重新评价了崔承喜。自此，崔承喜及其舞蹈艺术在朝鲜民主主义人民共和国逐渐被重新提起。2001年4月，对崔承喜及其舞蹈艺术进行全面研究的著作 《崔承喜舞蹈艺术研究》出版。2001年11月，在延边大学举办“20世纪朝鲜民族舞蹈暨崔承喜舞蹈艺术”国际学术讨论会，同时恢复演出了崔承喜创作的部分舞蹈节目及舞蹈基本功。2002年9月，以与前者相同的形式在韩国汉城举办了“崔承喜诞辰90周年国际学术会议”。

## 贡献
崔承喜将朝鲜传统舞蹈，比如宫廷舞蹈、宗教舞蹈、艺能舞蹈（又称教坊舞蹈）、民俗舞蹈等等，提炼并独立成为艺术舞蹈，使其发展成20世纪朝鲜民族舞蹈的主流。她在舞蹈创作、舞蹈理论、舞蹈教学等方面对东方国家产生了巨大影响。
崔承喜创作的舞蹈作品种类繁多，包括舞蹈诗、舞蹈组合、舞剧、音乐舞蹈史诗等等。她开拓了将传统舞蹈再现在舞台的再构成方法，以传统舞蹈作为基础加以艺术创造的再创造方法，以朝鲜民族舞蹈的内涵为基本动律的创造方法等等。崔承喜在舞蹈理论方面也颇有建树，先后出版了《朝鲜民族基本舞蹈》（1958年）、《朝鲜民族儿童基本舞蹈》（1964年）、《舞蹈台词集》（1958年）。她还发表了作为中介理论（专业基础理论）的《舞剧剧本创作理论》（1964年由朝鲜《文学新闻》转载），作为基础理论的《朝鲜舞蹈动作与技法的优秀性及其民族性特征》（1966年3月至4月初由朝鲜《文学新闻》转载）等许多专业论文。